# Arla Foods

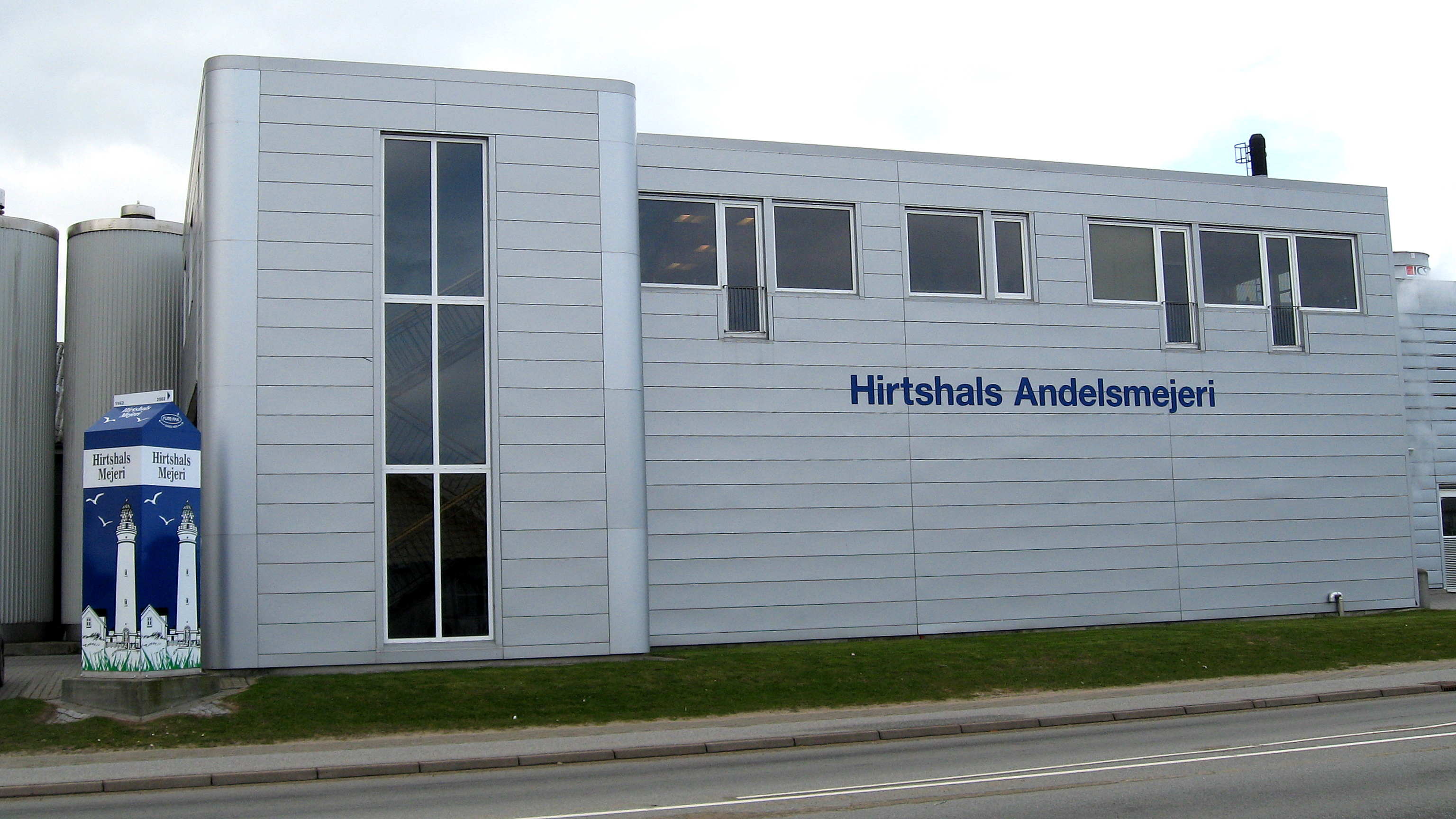
Mleczarnia Arla Foods w Hirtshals w Danii

Arla Foods – szwedzko-duńska spółdzielnia, koncern będący największym producentem przetworów mlecznych w Skandynawii. Członkowie spółdzielni to ok. 8500 szwedzkich, duńskich i niemieckich rolników, którzy są dostawcami mleka.

## Działalność
Arla Foods powstała w wyniku fuzji szwedzkiej spółdzielni Arla i duńskiego MD Foods w dniu 17 kwietnia 2000 roku. Ma w posiadaniu trzy ważne na rynku marki: Arla, Lurpak i Castello. Produkcja odbywa się w 13 krajach w 67 zakładach. Nazwa przedsiębiorstwa nawiązuje do pierwszej spółdzielni mleczarskiej „Mejeriförening Arla”, która powstała w 1881 r. w Stora Arla Gård.

### Arla Foods w Polsce
W Polsce Arla Foods rozpoczęła działalność w 1989 r. przez spółki zależne: 1989-1997 Lindhals Sp. z o.o. (1997-2000 pod marką Lindals), od 2000 r. jako Arla Foods Sp. z o.o. i od 2005 r. Arla Foods S.A. Do przedsiębiorstwa należy mleczarnia w Gościnie, która przerabia mleko od polskich dostawców oraz magazyny w Tychowie i Stefanowie.